# Calciphila galgalensis
Calciphila galgalensis là một loài thực vật có hoa trong họ La bố ma. Loài này được (Liede) Liede & Meve mô tả khoa học đầu tiên năm 2006.